# Opisthoxia columbaria
Opisthoxia columbaria là một loài bướm đêm trong họ Geometridae.